# Ondřej Weissmann
Ondřej Weissmann (* 28. října 1959) je bývalý československý hokejista a současný hokejový trenér.
Jde o bývalého dlouholetého hráče Litvínova, dvouletou vojenskou službu prožil v Dukle Jihlava. Dvojnásobný mistr republiky začínal v útoku, ovšem později ho trenéři přesunuli do obrany. V nejvyšší české soutěži sehrál během 15 sezon 524 utkání a nastřílel 68 branek. Účastník ME 18 v roce 1977 a MS 20 1978 a 1979, čtyřikrát nastoupil i v reprezentaci dospělých. Na sklonku aktivní činnosti pobýval v italském Zoldu.
Trénovat začal v roce 1990, kdy dva roky vedl dorostence Teplic, v letech 1992 - 94 pracoval jako druhý asistent u A-týmu Litvínova. Tam prožil i sezonu 1994/95 jako partner Františka Vorlíčka. O rok později vedl litvínovské "béčko" a pak dorostence, do extraligy se vrátil v ročníku 1996/97.
Od roku 2000 se stal "dvorním" asistentem trenéra Vladimíra Růžičky. Působil s ním dlouhá léta ve Slavii, kde se mimo A-týmu staral i o mládež. V roce 2004 se stal rovněž Růžičkovým asistentem v české hokejové reprezentaci. Jako člen trenérského kvartetu Růžička - Weissmann - Jelínek a Rulík slavil v roce 2005 zisk titulu mistra světa.
S Vladimírem Růžičkou spolupracoval i při jeho druhém angažmá u reprezentace, v letech 2008 - 2010. Roku 2010 pak jako člen trenérského tria Růžička - Jandač a Weissmann slavil podruhé zisk titulu mistra světa. Později se vrátil jako trenér k mládeži do Litvínova.
Od 11. ledna 2012 až do konce sezony 2013/2014 byl znovu asistentem trenéra Vladimíra Růžičky u týmu HC Slavia Praha. Poté se trenérské duo se Slavií rozloučilo a přešlo k české hokejové reprezentaci. Růžička se totiž poté, co po OH 2014 odstoupil z funkce hlavního trenéra Alois Hadamczik, stal opět hlavním trenérem, přičemž za své asistenty si zvolil Ondřeje Weissmanna a Jaroslava Špačka. Celý realizační tým českého národního týmu skončil po sezóně 2014/2015, kdy Růžička rezignoval na funkci hlavního kouče. Nyní zastává funkci asistenta trenéra v Litvínově.